# Llac Walled
El llac Walled (anglès: Walled Lake) és el quart llac més gran del comtat d'Oakland, Michigan, Estats Units, localitzat als municipis de Walled Lake i Novi, al sud-est de Michigan.